# The Good Girl (Porno)
The Good Girl ist ein pornografischer Kurzfilm und der Debütfilm der schwedischen Regisseurin Erika Lust aus dem Jahre 2005. Er betont die weibliche Perspektive und spielt mit Pornoklischees. Der Film war zunächst frei im Internet verfügbar, bis er 2007 in den Hauptfilm Five Hot Stories for Her auf DVD eingefügt wurde.

## Handlung
Alex, eine junge, erfolgreiche Frau denkt viel über Sex nach, setzt ihre Fantasien aber selten um. Eine Freundin empfiehlt ihr, etwas Neues auszuprobieren. Als der Pizzabote vor ihrer Tür steht, ergreift Alex daraufhin die Gelegenheit, ihre Träume auszuleben.

## Lizenzierung
Der Film war zunächst kostenlos auf der Homepage von LustFilm abrufbar und wurde von den Machern unter der Lizenz Creative Commons „Attribution NonCommercial NoDerivs 2.5“ veröffentlicht. Er wurde damit als erster unter einer Creative-Commons-Lizenz stehender Pornofilm breit rezipiert. Nachdem 2007 The Good Girl als Teil des Films Five Hot Stories for Her verwendet wurde, nahm LustFilm die Downloadmöglichkeit von der Homepage. Derzeit ist er gegen Entgelt von ihrer Seite herunterladbar. Aufgrund der nicht-reversiblen Art der Creative-Commons-Lizenz bleibt das anderweitige Weiterverbreiten des Films gemäß den Bedingungen der Lizenz jedoch erlaubt.